# Patapúfete
Patapúfete es una película argentina, del género comedia, estrenada en 1967 y dirigida por Julio Saraceni sobre guion de Rolando Álvarez protagonizada por Pepe Biondi y Mariquita Gallegos.

## Sinopsis
La historia trata de Pepe, un peluquero al que su tío abuelo le había dejado una libreta que contenía la fórmula para realizar una gran bomba atómica. Al enterarse unos especialistas dedicados a la ciencia, comienzan a enviar personas para robársela. Pepe estaba enamorado de su novia Lily, con quien soñaba comprar una vivienda donde vivir a pesar de su suegra, que le llevaba la contra en todo. El protagonista transita pues, por diversas situaciones en las cuales siempre recibía las embestidas (aunque muchas veces no se daba cuenta) de individuos cuyo objetivo era arrebatarle la fórmula. Sin embargo, todos los intentos fallan produciéndose en cada uno altas dosis de comicidad.

## Reparto
Participaron del filme los siguientes intérpretes:
- Pepe Biondi... Pepe
- Mariquita Gallegos... Tamara
- Leonor Rinaldi... Madre de Lilí
- Beto Gianola... Suárez
- Hernán Guido... Agente americano 2
- Siro San Roman... Agente americano 1
- Vicente Ariño... Don Luis
- Mariel Comber... Lilí
- Pepe Díaz Lastra... Juan
- Elida Marletta... Patricio Davis
- Mariano Bauzá... Tovarich Dimitrek
- Gerardo Chiarella... Teresa Jackson
- Armando Quintana... Negro Zapata
- Carlitos Scazziotta... Moncho Agrelo
- José Marrone... Él mismo
- Guillermo Battaglia... Científico
- Adolfo Linvel... Jefe ruso
- Ricardo Jordán... Feodor
- Zulma Grey... Actriz que toma café
- Carlos Lagrotta... Jefe de Policía
- Roberto Bordoni.... Espía
- Carlos Víctor Andris... Locutor de TV
- Betty Solís... Chica en la playa
- Josefina Daniele... Mujer con perro
- Mary Albano
- Olga Frances
- Emilio Buis
- Rafael Chumbita...Policía
- Jesus Pampin...Tio Abuelo de Pepe